# Speyeria dolli
Speyeria dolli är en fjärilsart som beskrevs av Gunder 1927. Speyeria dolli ingår i släktet Speyeria och familjen praktfjärilar. Inga underarter finns listade i Catalogue of Life.